# Svea torn
La tour Svéa (en suédois : Svea Torn) est un édifice situé dans le quartier de Gärdet à Stockholm en Suède,

## Présentation
Svea Torn est un immeuble de grande hauteur situé à l'est du stade olympique de Stockholm, dans l'ancienne caserne du régiment d'artillerie de Svea (sv) à Gärdet.
Le bâtiment est situé dans le quartier d'artillerie de Svea, qui borde le quartier résidentiel de Starrbäcksängen. 
Le bâtiment est devenu un point de repère bien connu dans le paysage urbain de Gärdet.

## Architecture
La tour est un immeuble résidentiel de forme cylindrique. Le bâtiment mesure 49,9 mètres de haut et compte 16 étages, le dernier étage étant en retrait,.
La tour Svea a été construite entre 2006 et 2007 pour le compte de Veidekke Bostad. 
L'immeuble contient 70 appartements en copropriété.
Les appartements ont entre 1,5 et 3 pièces et sont en forme de tarte en raison de la forme cylindrique du bâtiment. La tour présente une structure de façade avec des balcons en ciseaux et d'étroites colonnes de granit qui soutiennent le toit en porte-à-faux. 
Le bâtiment a été conçu par ÅWL Arkitekter.
Le premier emménagement a eu lieu en décembre 2007. 
La zone a été planifiée et conçue par l'architecte urbaniste Aleksander Wolodarski.

## Galerie

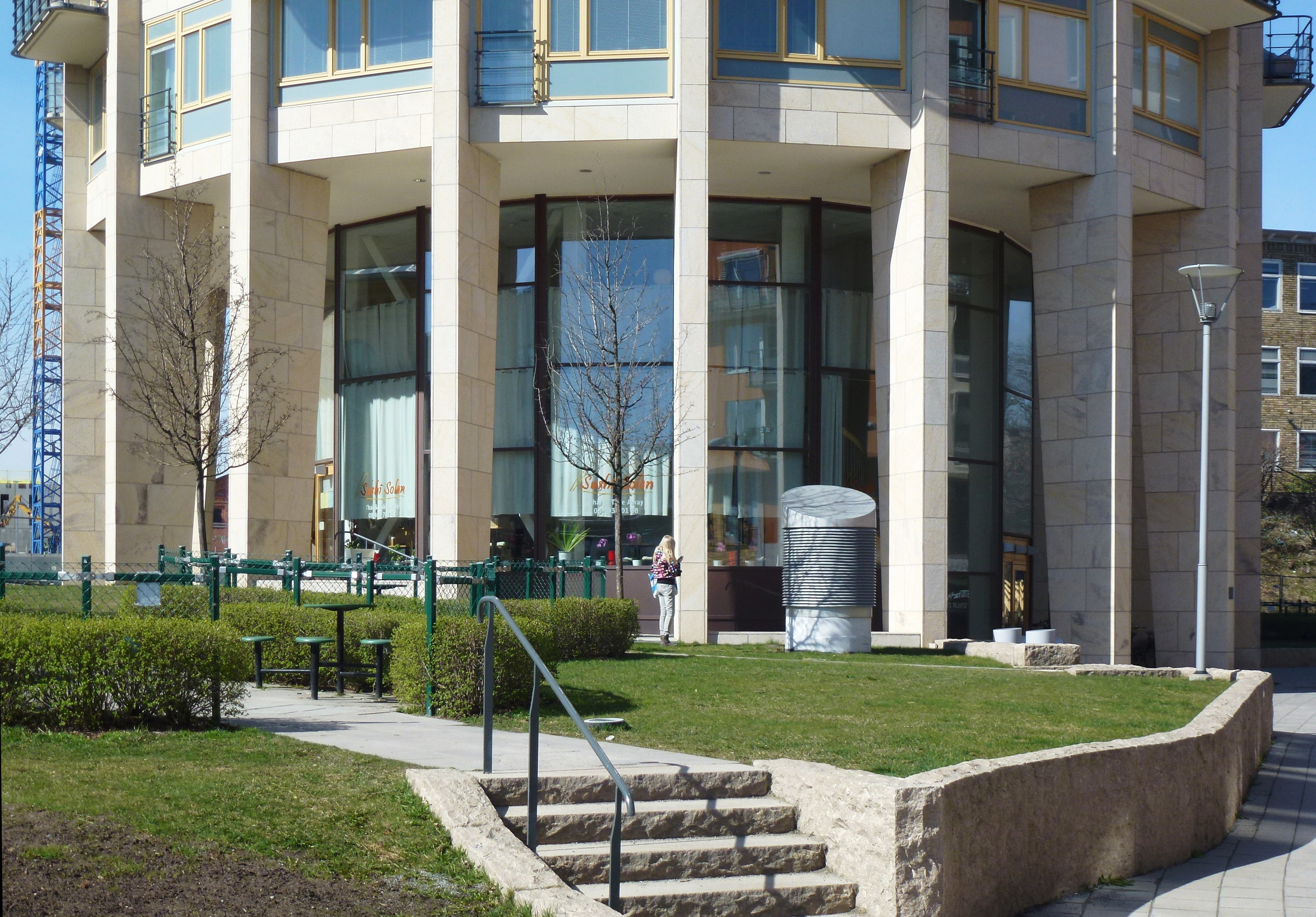
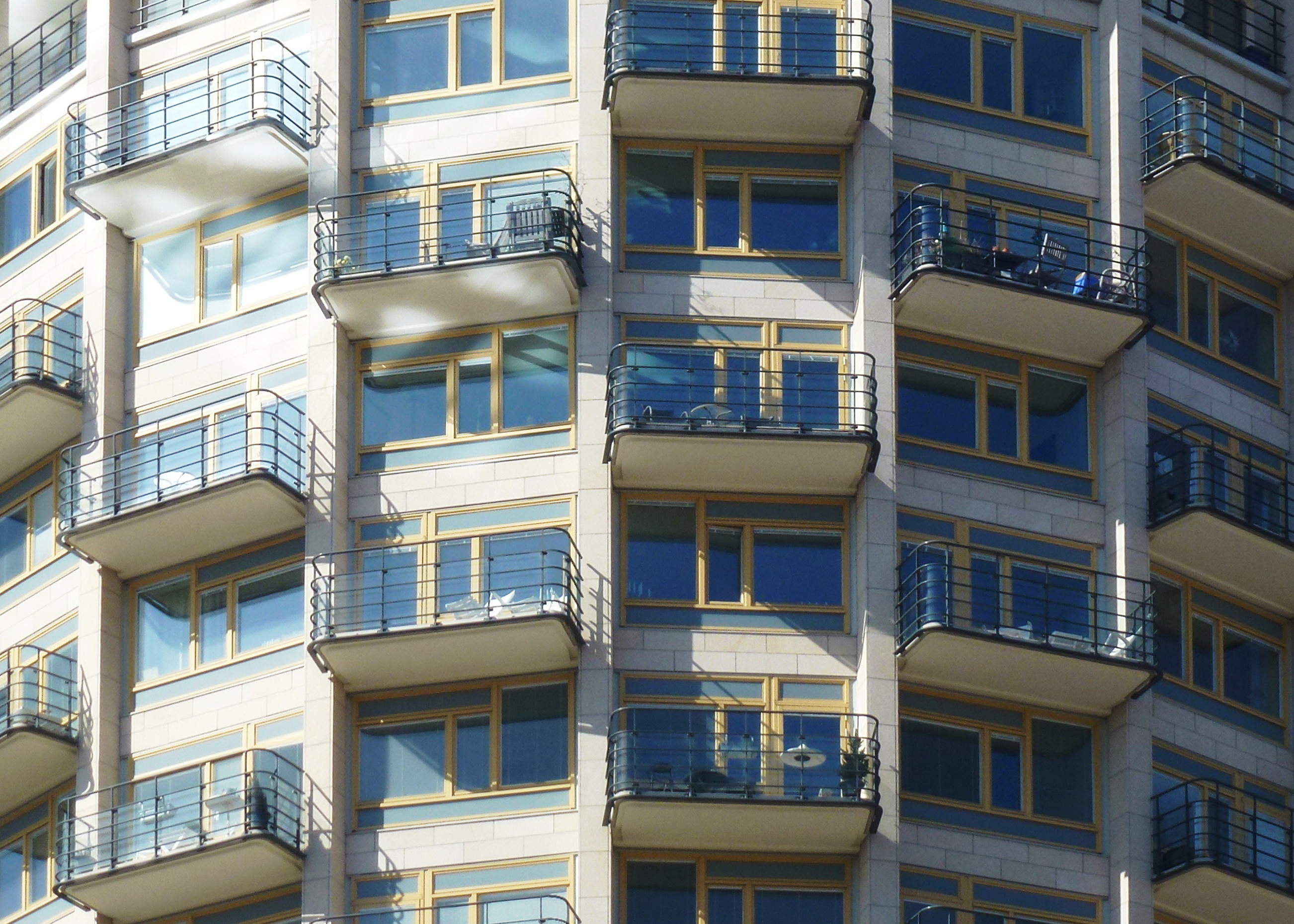
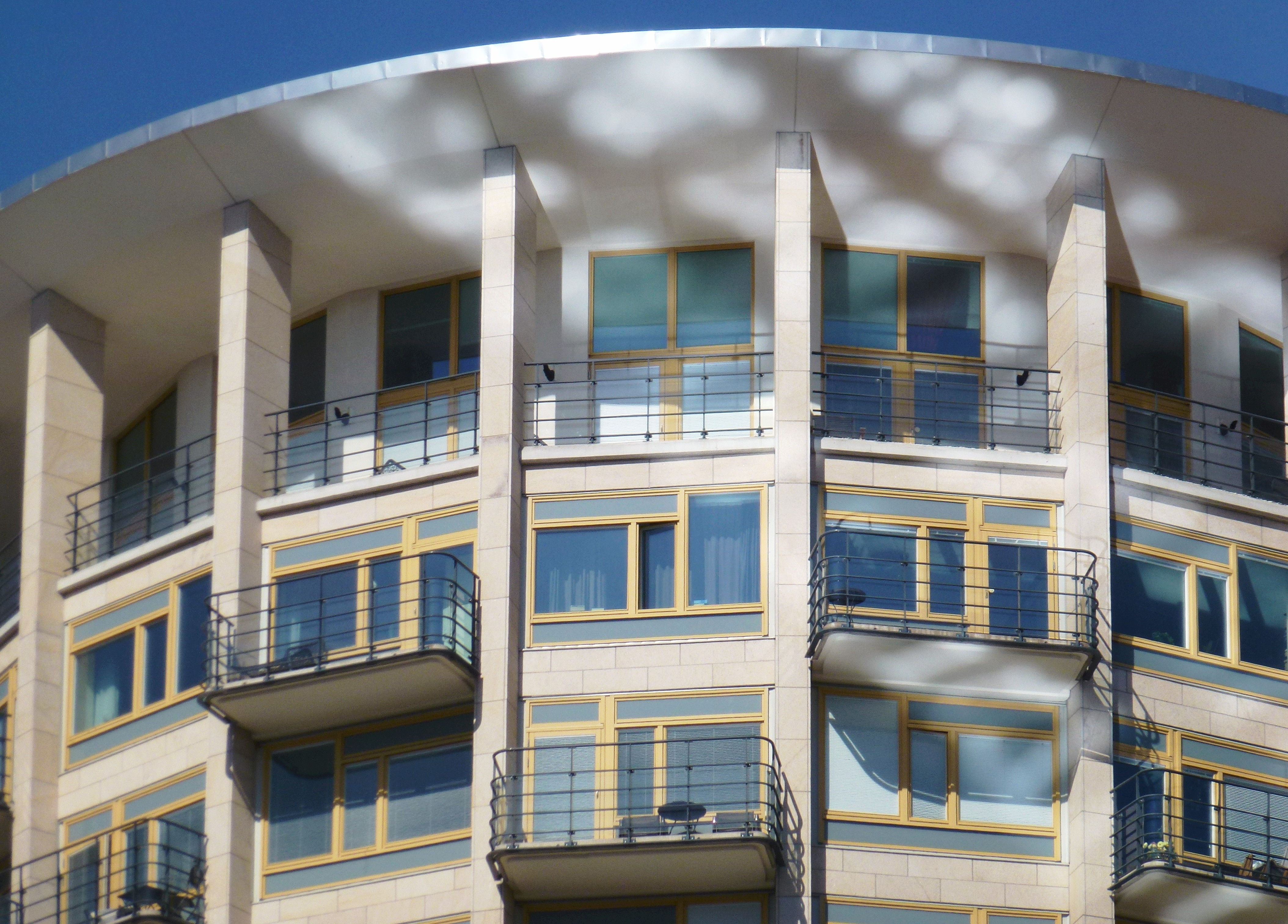
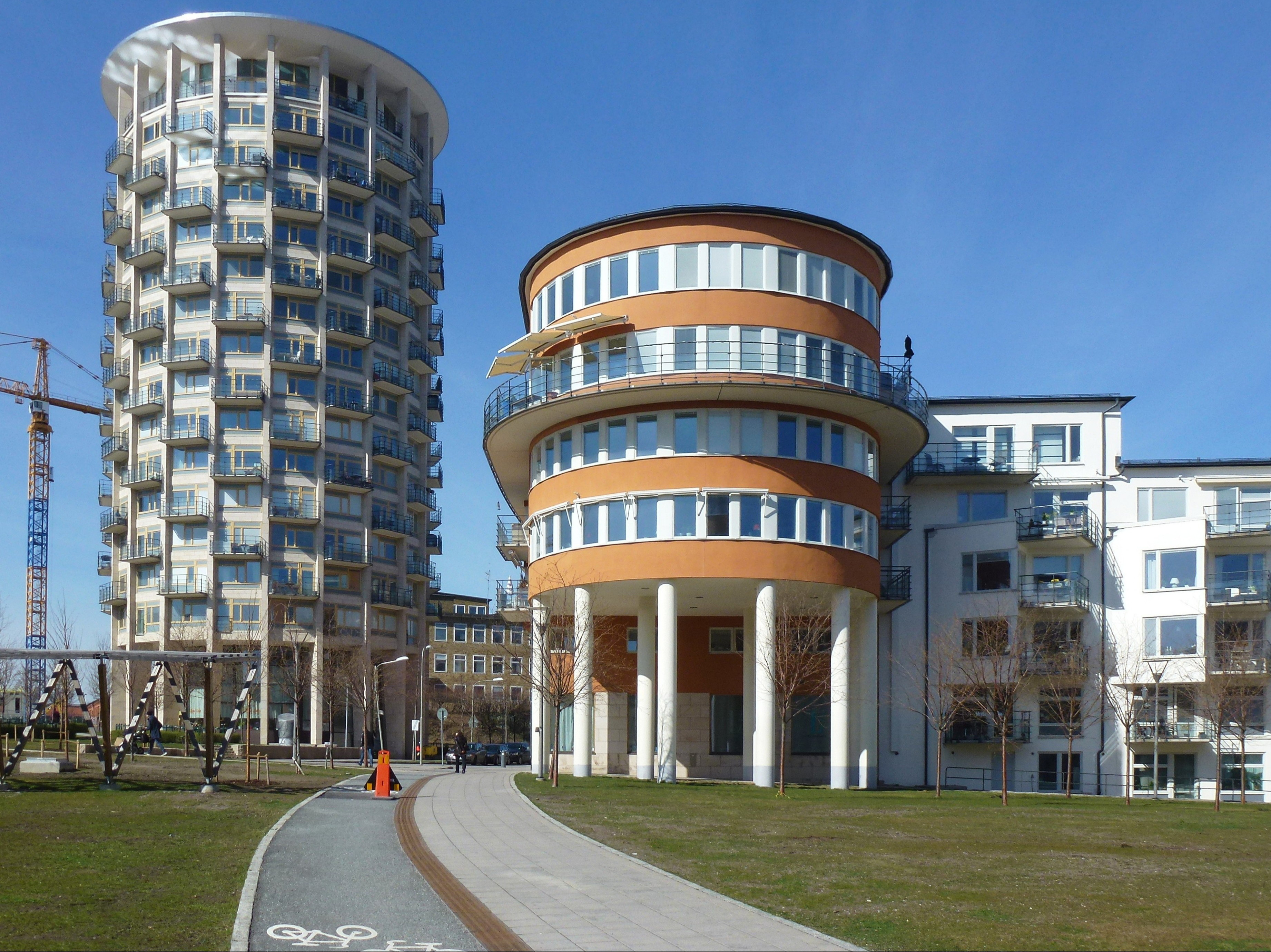